# Portada/article març 21

## Fiódor Dostoievski
Fiódor Mikhàilovitx Dostoievski (Moscou, 11 de novembre de 1821 – Sant Petersburg, 9 de febrer de 1881) fou un dels escriptors més grans de la literatura russa. Màxim representant, segons el tòpic, de la «novel·la d'idees», a les seves obres apareixen evidents trets de modernitat, sobretot en el tractament del detall i de la quotidianitat, en el to vívid i real dels diàlegs i en el sentit irònic que esbossa a vegades, juntament amb la tragèdia moral dels seus personatges. Dostoievski fou un gran coneixedor de l'ànima humana i dels impulsos contradictoris que sorgeixen de l'inconscient. També comprengué, amb lucidesa genial, les contradiccions de la societat capitalista.
La major part dels crítics coincideix a afirmar que Dostoievski, Dante Alighieri, William Shakespeare, Miguel de Cervantes, Victor Hugo i uns altres pocs elegits són els escriptors que han influït decisivament en la literatura del segle xx.